# Pesac
Ne doit pas être confondu avec Pessac.
Pesac (en hongrois : Pészak, en allemand : Pesak) est une commune du județ de Timiș en Roumanie.